# Old Royal High School

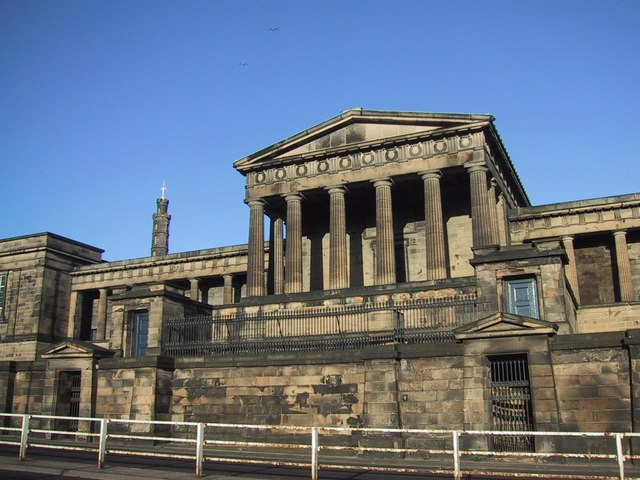
Le Old Royal High School vu de Regent Road

La Old Royal High School, également connu sous le nom de New Parliament House, est un bâtiment néoclassique du XIXe siècle situé à Calton Hill dans la ville d'Édimbourg. Le bâtiment a été construit entre 1826 et 1829 comme lycée royal.
Après le déménagement de la Royal High School en 1968, le bâtiment vacant est rénové pour accueillir une nouvelle législature décentralisée pour l'Écosse. 
Cependant, le référendum de dévolution de 1979 n'a pas abouti. Sa salle de débat a ensuite été utilisée pour les réunions du Scottish Grand Committee, le comité des députés de la Chambre des communes du Royaume-Uni avec des circonscriptions en Écosse. Par la suite, le bâtiment a été utilisé comme bureaux pour les départements du conseil municipal d'Édimbourg, comme l'unité de récompense du duc d'Édimbourg  et l'unité d'éducation des sports et de plein air .
Avec l'adoption de la loi de 1998 sur l'Écosse et l'introduction de la dévolution écossaise en 1999, la Old Royal High School a de nouveau été évoquée comme un siège potentiel pour le nouveau Parlement écossais. Finalement, cependant, le bureau pour l'Écosse a décidé d'installer la nouvelle législature dans une structure construite à cet effet dans le secteur de Holyrood du Canongate. Un certain nombre d'utilisations ont été suggérées pour le bâtiment, comme un centre national de photographie écossais. En 2015, le City of Edinburgh Council, qui est actuellement propriétaire du bâtiment, a lancé un projet de location pour qu'il soit utilisé comme hôtel de luxe. Le Parlement d'origine d'Édimbourg se trouve dans la vieille ville, juste à côté du Royal Mile et abrite actuellement la Cour de session. C'étaient les bâtiments de l'ancien Parlement d'Écosse qui existaient avant la formation du Royaume de Grande-Bretagne en 1707 et la fondation d'un Parlement britannique siégeant au Palais de Westminster à Londres.

## Construction et Royal High School
Le bâtiment classé de grade A est érigé pour la Royal High School entre 1826 et 1829 sur la face sud de la colline de Calton Hill dans le cadre de l'Acropole d'Édimbourg, au coût de 34 000 £ pour le conseil municipal. Le roi George IV donne 500 £, « en signe de faveur royale envers une école qui, en tant que fondation royale, avait conféré pendant des siècles des avantages incalculables à la communauté ». Il a été conçu dans un style dorique grec néoclassique par Thomas Hamilton, qui a modelé le portique et la grande salle sur l'Héphaïstéion d'Athènes . Avec le St. George's Hall de Liverpool, il a été désigné comme l'un des deux plus beaux bâtiments du royaume par Alexander Thomson en 1866, et salué comme le chef-d'œuvre suprême de l'architecte et le plus beau monument de style renaissance grecque en Écosse,.
L'école a déménagé dans des locaux modernes plus grands à Barnton en 1968.

## Dévolution écossaise
Le bâtiment a été considéré par le bureau écossais comme siège potentiel pour l'Assemblée écossaise. Le Grand Hall de l'École a été converti en une salle de débat avant l'échec du référendum sur la dévolution de 1979. En 1994, le conseil municipal d'Édimbourg a racheté le complexe auprès du Scottish Office pour 1,75 million de livres sterling .
À la suite du référendum de dévolution de 1997 qui a conduit à la formation du Parlement écossais, le secrétaire d'État pour l'Écosse, Donald Dewar, a accepté une proposition alternative d'ériger un nouveau bâtiment du Parlement à Holyrood, apparemment en raison de la crainte que le Old Royal High School devienne un « shibboleth nationaliste » . Les critiques ont également soutenu que le site de Calton Hill était difficilement accessible, manquait de bureaux et serait difficile à protéger contre une attaque terroriste ,.
Le sous-secrétaire d'État, Lord Sewel, a fait remarquer à propos de cette décision : « De nombreuses personnes ont supposé que le bâtiment Old Royal High School de Calton Hill serait le choix automatique du site. Comme je l'ai dit, cela est parfaitement compréhensible étant donné qu'il a été préparé dans ce but, pour accueillir un parlement dans les années 1970. Pendant les années vaines de l'administration précédente, il est resté un symbole d'espoir en Écosse. De toute évidence, il y a un grand attachement sentimental à cela dans le cœur du peuple écossais. Cependant, le temps a passé depuis lors, à peu près de la même manière que notre vision d'un parlement a évolué ».
La Maison du Gouverneur voisine sur Calton Hill avait également été proposée comme résidence du premier ministre d'Écosse au lieu de Bute House dans la Nouvelle Ville d'Édimbourg .

## Utilisations prospectives et futures

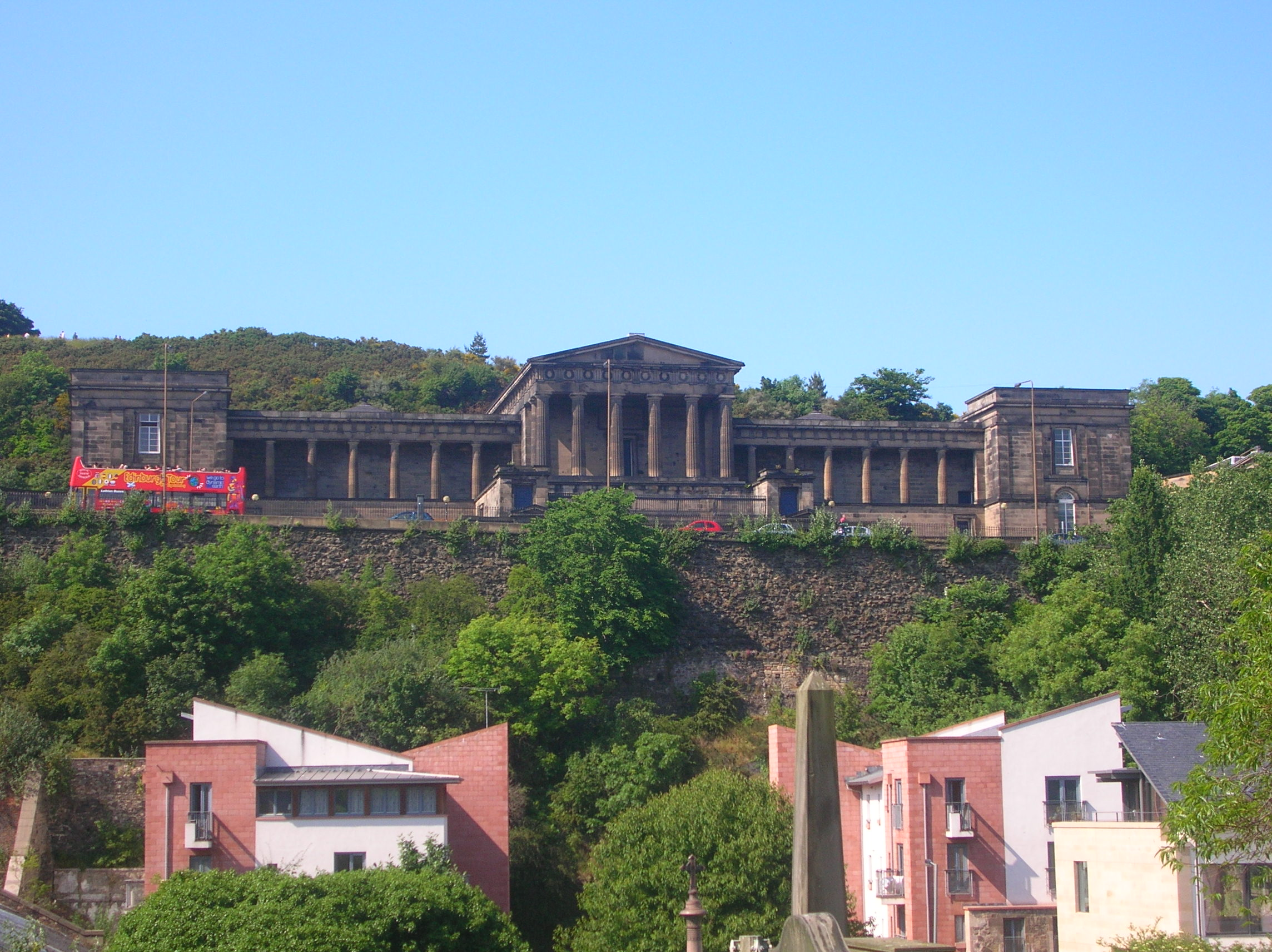
La Old Royal High School

En 2004, le conseil municipal d'Édimbourg a apporté son soutien à un plan de l'ancien attaché de presse royal de la Reine, Michael Shea, visant à utiliser le Old Royal High School comme centre national de photographie écossais pour un coût de 20 millions de livres sterling. La proposition n'a cependant pas obtenu le soutien du Heritage Lottery Fund, considéré comme un bailleur de fonds clé ,,.
En 2010, le conseil municipal d'Édimbourg a annoncé un projet d'utilisation du bâtiment comme hôtel et galerie d'art publique, décrit comme un «hôtel des arts». Le coût a été estimé à 35 millions de livres sterling et Duddingston House Properties (DHP) s'est vu attribuer le projet de préparer une conception. DHP a obtenu un bail conditionnel de 125 ans, le conseil municipal conservant la propriété du bâtiment.
En 2015, une autre proposition a été avancée d'utiliser le bâtiment comme hôtel de luxe pour un coût estimé à 55 millions de livres sterling. Le plan, proposé par DHP et Urbanist Hotels, impliquait la construction de deux ailes supplémentaires de six étages de chaque côté du bâtiment dans un style architectural moderne et l'hôtel serait géré par Rosewood Hotels & Resorts. Il a été refusé par l'agence nationale du patrimoine de l'Ecosse Historic Scotland, la confiance civique d'Edimbourg, l'Association Cockburn, l'Architectural Heritage Society of Scotland, le département de planification du Conseil municipal d'Edimbourg et plus de 1 700 personnes qui ont envoyé des objections . Le Royal High School Preservation Trust a également proposé un plan alternatif coûtant plus de 25 millions de livres  en 2015 pour utiliser le bâtiment pour abriter l'école de musique St Mary. Le directeur de la St. Mary's Music School, le Dr Kenneth Taylor, a estimé le coût à environ 35 millions de livres sterling. Une philanthrope américaine, Carol Colburn Grigor, s'est engagée à souscrire à cette proposition par le biais du Fonds Dunard. En 2015, le Fonds Dunard a donné au Royal High School Preservation Trust 1,5 million de livres sterling, qui ne peut être utilisée que pour les dépenses liées à l'achat du bâtiment . Le Fonds Dunard a le pouvoir de nommer 5 des 6 fiduciaires du Royal High School Presevation Trust . Le Fonds a deux grands projets qu'il entend soutenir et, « par conséquent, en tant que question de stratégie, les administrateurs conservent actuellement une part substantielle des fonds disponibles ».
Le Conseil d'Édimbourg a rejeté les plans de l'hôtel en décembre 2015  à la suite de quoi les promoteurs ont fait appel de la décision auprès du gouvernement écossais en 2016  mais ont ensuite mis l'appel en attente et soumis un autre plan plus modeste ,. Le Conseil d'Édimbourg a accepté des plans pour l'école de musique de St. Mary en 2016  mais les promoteurs de l'hôtel ont déclaré que leur contrat de 2010 leur accordait les droits exclusifs sur le site jusqu'en 2022 . Plus de 3 000 personnes ont soumis des objections au plan d'hôtel alternatif proposé par les promoteurs  et en août 2017, le conseil d'Edimbourg a rejeté le plan d'hôtel alternatif . Une enquête publique visant à déterminer l'utilisation future du bâtiment a été ouverte le 4 septembre 2018 . Au cours de cette enquête, le directeur du patrimoine mondial d'Édimbourg, Adam Wilkinson, a soumis à Photoshopping une photo du projet de développement de l'hôtel qui a été montrée au public lors d'une réunion de Save the Old Royal High School au Central Hall de Tollcross en mars 2017 . Cette réunion s'est tenue avec le soutien du Patrimoine Mondial d'Édimbourg et de l'Association Cockburn. La photo falsifiée montrait que les extensions proposées à l'école étaient significativement plus grandes que celles détaillées dans les plans soumis, indiquant que les propositions auraient un impact plus important sur Calton Hill que celui avancé par les développeurs.